# Sankt Katharein an der Laming
Sankt Katharein an der Laming è una frazione di 971 abitanti del comune austriaco di Tragöß-Sankt Katharein, nel distretto di Bruck-Mürzzuschlag (Stiria). Già comune autonomo, il 1º gennaio 2015 è stato fuso con il comune di Tragöß per costituire il nuovo comune, nel quale Sankt Katharein an der Laming è capoluogo.